# L'Amunt
L'Amunt és un poble del municipi de Corbera de Llobregat (el Baix Llobregat), als Països Catalans. Descansa sobre el vessant nord de la muntanya de Can Rigol, al bell mig de la serra d'Ordal. Segons l'Idescat, el 2011 hi vivien 3.422 persones. El caseriu és format bàsicament per cases pairals i alguna torre nova del segle xx.
La primera casa es creu que va ser fundada al segle xvi i va ser seguida per d'altres enganxades entremitgeres els segles XVII, XVIII i xix. Inicialment, la població es dedicà al conreu de la vinya, horta, préssec i gestió forestal. Avui en dia s'ha esdevingut de caràcter residencial.